# Blapleu
 Blapleu è una città e sottoprefettura della Costa d'Avorio appartenente al dipartimento di Biankouma. La sottoprefettura di Blapleu ha una popolazione di 14 750 abitanti (censimento 2014).

## Geografia antropica

### Suddivisioni amministrative
Nella sottoprefettura si trovano i seguenti villaggi (tra parentesi la popolazione al censimento 2014):
1. Blapleu (5 420)
2. Gama (2 422)
3. Gbéné (790)
4. Gouélé (1 499)
5. Guégouin (344)
6. Klapleu (2 103)
7. Zantongouin (2 172)